# 費雷敦克納爾縣
費雷敦克納爾縣（波斯語：‎）位於伊朗的馬贊德蘭省，首府是費雷敦克納爾。
根據伊朗2006年的人口普查數據顯示，該地區（巴博勒薩爾縣費雷敦克納爾區）的人口為56,055人。2011年的數據顯示，新成立的費雷敦克納爾縣的人口為57,980人。2016年的數據顯示，該縣的人口為60,031人。